# Трасквера
Трасквера (итал. Trasquera) је насеље у Италији у округу Вербано-Кузио-Осола, региону Пијемонт.
Према процени из 2011. у насељу је живело 149 становника. Насеље се налази на надморској висини од 1090 м.

## Становништво
Према резултатима пописа становништва 2011. у општини је живело 211 становника.
| 1931. | 1936. | 1951. | 1961. | 1971. | 1981. | 1991. | 2001. | 2011. |
| ----- | ----- | ----- | ----- | ----- | ----- | ----- | ----- | ----- |
| 817   | 739   | 691   | 604   | 520   | 444   | 370   | 279   | 211   |